# Secretaría de Cooperación Iberoamericana
La Secretaría de Cooperación Iberoamericana (SECIB) fue el primer organismo internacional emanado de la Cumbre Iberoamericana de Jefes de Estado y de Gobierno para vincular a los gobiernos, instituciones públicas y privadas, empresas y sociedad civil en la construcción de una Comunidad Iberoamericana de Naciones.
El 20 de septiembre de 1999 en el encuentro de cancilleres iberoamericanos durante la Asamblea General de las Naciones Unidas, se anunció la elección unánime del diplomático mexicano Jorge Alberto Lozoya como secretario de Cooperación Iberoamericana y de Madrid (España), como sede de la SECIB.

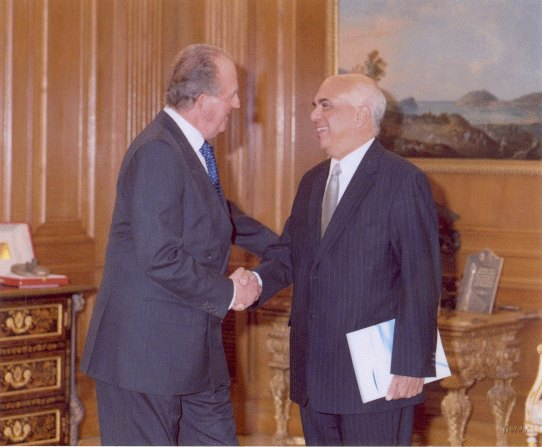
S. M. el Rey Juan Carlos I brindó su pleno apoyo a la SECIB y al secretario de Cooperación Iberoamericana, Jorge Alberto Lozoya.

En la IX Cumbre Iberoamericana, celebrada en La Habana (Cuba) durante el mismo año, se aprobaron el Protocolo y los Estatutos de la SECIB. El 25 de febrero de 2000 en el Palacio de la Moncloa, el ministro de Asuntos Exteriores de España, Abel Matutes y el secretario iberoamericano Lozoya firmaron el Acuerdo de Sede entre el Reino de España y la SECIB.

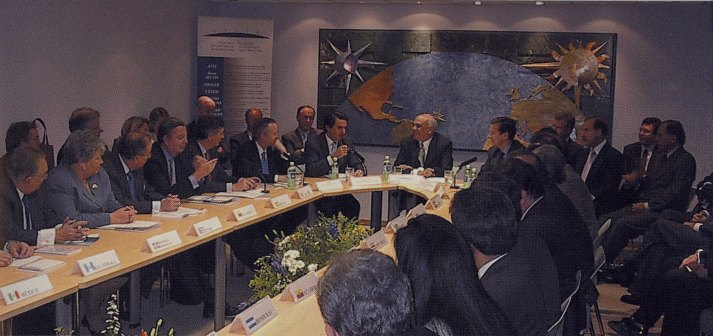
El presidente del Gobierno español, José María Aznar y el presidente de Bolivia, Jorge Quiroga, inauguraron el edificio sede de la SECIB en octubre de 2001.

El 30 de octubre de 2001, el presidente del Gobierno de España, José María Aznar y el presidente de Bolivia, Jorge Quiroga Ramírez, inauguraron el edificio de la SECIB ubicado en el número 87 de la calle Serrano de la capital española.

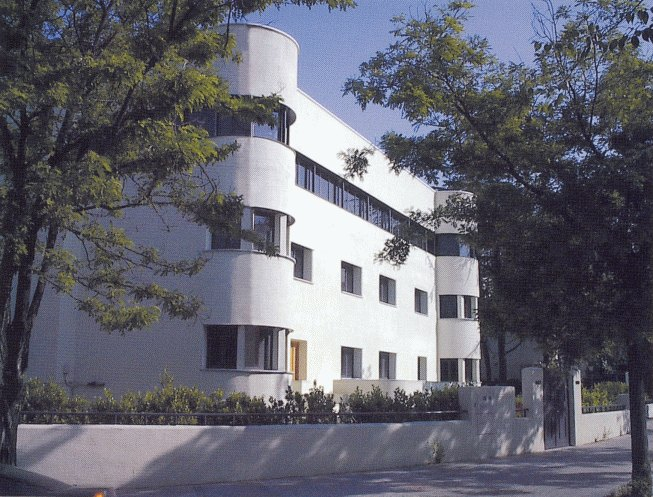
Sede de la SECIB en la calle Serrano 187 de la ciudad de Madrid.

La SECIB dio seguimiento a los 16 programas de cooperación aprobados en el marco de las Cumbres Iberoamericanas, evaluando sus resultados y procurando mayor coherencia y sinergia entre los mismos. Además apoyó a los responsables gubernamentales de la cooperación regional en el desempeño de sus funciones y colaboró con la Secretaría Protempore en la preparación de los contenidos de las Cumbres Iberoamericanas.
Adicionalmente promovió la difusión e información pública de los programas de cooperación, identificando fuentes complementarias para su financiamiento. También integró a los actores sociales en el sistema iberoamericano de cooperación, constituyéndose en instancia de referencia para la afluencia de sus intereses y esfuerzos.
En 2005 la SECIB fue sustituida por la Secretaría General Iberoamericana (SEGIB) en sus funciones de órgano de apoyo institucional, técnico y administrativo, además de coordinar el Convenio para la Cooperación de Bariloche, aprobado en la V Cumbre Iberoamericana de 1995.

## Secretario de Cooperación Iberoamericana
- Jorge Alberto Lozoya (1999-2005)

## Funcionarios
- Guadalupe Ruiz Giménez (Planificación y Comunicación 2000-2002)
- Fernando García Casas (Planificación y Comunicación 2002-2005)
- Leonor Esguerra (Relaciones Institucionales)
- Ana María Portales (Nuevas Modalidades de Cooperación)
- Ricardo Cardona (Programas de Cooperación)
- Guilherme da Cunha (Cooperación Multilateral y Financiamiento)
- Maria José Nogueira Pinto (Relaciones Internacionales)
- Fulgencio Sánchez (Jefe de Gabinete y Administración)

## Programas de Cooperación Iberoamericana coordinados por la SECIB
- Alfabetización y Educación Básica en Adultos
- Becas Mutis
- Programa de Televisión Educativa (TEIB)
- Programa Iberoamericano de Ciencia y Tecnología para el Desarrollo (CYTED)
- Programa de Desarrollo Audiovisual en Apoyo de la Construcción del Espacio Visual Iberoamericano (IBERMEDIA)
- Programa Iberoamericano de Desarrollo Estratégico Urbano (CIDEU)
- Fondo para el Desarrollo de los Pueblos Indígenas de América Latina y el Caribe
- Programa Iberoamericano de Cooperación Interinstitucional para el desarrollo de la Pequeña y Mediana Empresa (IBERPYME)
- Programa de la Fundación Iberoamericana para la gestión de Calidad (FUNDIBEQ)
- Red de Archivos Diplomáticos Iberoamericanos (RADI)
- Programa de Desarrollo de Bibliotecas Nacionales de los Países Iberoamericanos (ABINIA)
- Programa de apoyo al Desarrollo de Archivos Iberoamericanos (ADAI)
- Programa Iberoamericano de Cooperación en Materia de Bibliotecas Públicas (PICBIP)
- Repertorio Integrado de Libros en Venta en Iberoamérica (RILVI)
- Aplicación en Red para casos de Emergencia (ARCE)
- Escuela Iberoamericana de Gobierno y Políticas Públicas (IBERGOP)